# Schlacht am Mang-Yang-Pass
Haiphong – Hanoi – Papillon – Léa – Ceinture – Route Coloniale 4 – Vĩnh Yên – Mạo Khê – Sông Đáy – Hòa Bình – Nghia Lo
– Lorraine – Nà Sản – Bretagne – Adolphe – Laos I – Atlante – Camargue – Hirondelle – Brochet – Mouette – Laos II – Điện Biên Phủ –  Mang-Yang-Pass

Indochinakrieg, 1954

Als Schlacht am Mang-Yang-Pass oder auch Schlacht bei An Khe oder auch Operation Eglantine bezeichnet man eine Reihe von Gefechten zwischen Kolonialtruppen und den Viet Minh während des Indochinakriegs im Juni und Juli 1954. Dabei versuchte eine französische Einheit über den Landweg auf eine besser verteidigte Basis zurückzufallen, wurde dabei aber in mehreren Hinterhalten der Viet Minh fast vollständig vernichtet.

## Hintergrund
Im zentralen Hochland bestand die französische Präsenz aus drei Groupes Mobiles (GM) in jeweils unterschiedlichen Stützpunkten. GM 42 war in Pleiku stationiert, GM 41 in Ban Me Thuot, GM 100 in An Khe. Die lokalen Viet Minh, die Kräfte analog zu 10 Bataillonen umfassten, hatten seit dem Abbruch der Opération Atlante die Initiative erlangt und isolierten die französischen Kräfte immer mehr voneinander. Die Viet Minh konnten den Landweg von An Khe nach Pleiku über die Route Coloniale 19 durch Hinterhalte im Sommer 1954 sperren. An Khe wurde weiter über den Luftweg versorgt.
Nach der Schlacht um Điện Biên Phủ fürchtete die französische Führung um den neuen Oberkommandanten Paul Ély eine weitere Einschließung eines vorgeschobenen Postens. Infolgedessen wurde der Groupe Mobile 100 befohlen, sich aus An Khe, im zentralen Hochland, nach dem sichereren Pleiku zurückzuziehen. Dies beinhaltete eine Bewegung der Einheit rund 100 Kilometer über die Route Coloniale 19.
Bei dieser als Operation Eglantine bezeichneten Aktion sollte die GM 100 durch die GM 42 unterstützt werden, die von Pleiku aus auf der RC 19 der GM 100 entgegenkommen sollte.

## Operationsverlauf
Die Viet Minh waren über die französischen Absichten bereits tags zuvor informiert. Infolgedessen wurde der Befehl zum Abmarsch der GM 100 einen Tag vor dem eigentlichen Plan gegeben. Die Einheit setzte sich in vier aufeinanderfolgenden Kolonnen am 24. Juni 1954 auf der RC 19 in Bewegung. Die Nachhut wurde bereits bei ihrer Abfahrt durch Angriffe der Viet Minh an der Einhaltung des veranschlagten Zeitplans gehindert. Am Wegkilometer 15 gerieten die französischen Truppen in einen Hinterhalt der Viet Minh, der sie in den frühen Morgenstunden zum Verlassen der Fahrzeuge und Ausweichen auf das Gelände neben der Straße zwang. Die GM 42 errichtete währenddessen eine Auffangstellung bei Wegkilometer 22. Am 27. Juni konnten sich die beiden mobilen Gruppen vereinen und wie geplant Richtung Pleiku marschieren. Nach einem weiteren schweren Hinterhalt am Mang-Yang-Pass erreichten die überlebenden Franzosen am 28. Juni Pleiku. Sie hatten ihre gesamte Artillerie, 85 % der Fahrzeuge sowie rund die Hälfte der Soldaten der GM 100 verloren. Die Verwundeten inklusive des befehlshabenden Obersten der GM 100 mussten zurückgelassen werden und gerieten in die Gefangenschaft der Viet Minh.

## Historiographie
In der vietnamesischen Literatur über den Indochinakrieg wird die Zerschlagung der GM 100 zusammen mit den Gefechten im Rahmen der Opération Atlante als Schlacht im zentralen Hochland (Chien Dich Tay Nguyen) als zusammenhängende Operation betrachtet.